# روکانیه
روکانیه (به هلندی: Rockanje) یک منطقهٔ مسکونی در هلند است که در وست‌فورنه واقع شده‌است. روکانیه ۳۰٫۰۳ کیلومتر مربع مساحت و ۶٬۵۶۰ نفر جمعیت دارد.